# توازن سكوني مائعي

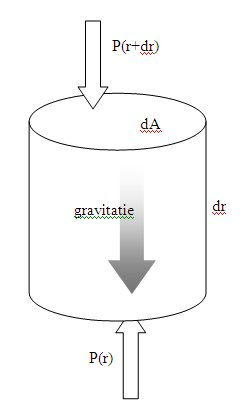

التوازن السكوني المائعي أو التوازن السكوني السائلي أو التوازن الهيدروستاتيكي (بالإنجليزية: hydrostatic Equilibrium)‏ يحدث عندما تتوازن الجاذبية مع الضغط في الاتجاه المعاكس. على سبيل المثال قوة تدرج الضغط تمنع الغلاف الجوي من الانهيار ليصبح طبقة واحدة كثيفة كما تمنع قوة الجاذبية من تبعثر الغلاف الجوي إلى الفضاء الخارجي. حاليا التوازن الهيدروستاتيكي هو معيار التمييز بين الكواكب القزمة الصغيرة وغيرها من أجرام النظام الشمسي، ولها أدوار أخرى في الفيزياء الفلكية والجيولوجيا الكوكبية.
التوازن الهيدروستاتيكي هو المعيار المميّز الحاليّ للكواكب القزمة وأجرام الأنظمة الشمسيّة الصغيرة، وله أدوار أخرى في الفيزياء الفلكيّة وجيولوجيا الكواكب. يعني هذا الوصف عادةً أنّ الجسم قد دار بشكلٍ متماثل إلى أن أخذ شكلاً كرويّاً أو إهليلجيّ، ويعود سبب تشكّل المناطق غير المنتظمة من سطحه إلى القشرة الصلبة الرقيقة نسبياً. هناك قائمة بـ 32 جرم نظام شمسي مستدير بالجاذبية تمّ تأكيد وجودها بالمشاهدة (بالإضافة إلى الشمس)، تسمّى هذه الأجرام أحيانًا (مجموعة كوكبيّة وبالإنكليزيّة "planemo")، بالإضافة إلى سبعة أجرام أخرى تمّ تأكيد وجودها بشكلٍ تقريبيّ في نظامنا الشمسيّ،، ومئة أو أكثر لم يتمّ التأكّد منها بعد.

## الاشتقاق الرياضي
لأجل حجم معين لسائل ما في حالة عدم حركة. ينص قانون نيوتن على أن محصلة القوى يجب أن تكون مساوية للصفر، أي القوة المتجهة للأعلى يجب أن تكون مساوية للقوة المتجهة للأسفل. يسمى ميزان القوى هذا بالتوازن الهيدروستاتيكي
بتقسيم المائع أو الغاز إلى وحدات حجمية مكعبة ودراسة إحدى الوحدات يمكننا تعميم النتائج على كل السائل.
توجد ثلاث قوى:
قوة ضغط p من أعلى المكعب وتعطى بالعلاقة:
{\displaystyle F_{topp}=P_{topp}\cdot A}
بشكل مشابه قوة ضغط من الأسفل وتعطى بالعلاقة:
{\displaystyle F_{botn}=-P_{botn}\cdot A}
تم وضع إشارة ناقص في هذه المعادلة لإن أتجاه القوة إلى الأعلى حيث تعمل هذه القوة على رفع الجزيء إلى الأعلى ومنع سحبه إلى الأسفل. وهنا فرضنا أن الاتجاه الموجب نحو الأسفل، ويمكننا أن نفرض العكس.
القوة الأخيرة تنتج بسبب وزن السائل وهي متجه إلى الأسفل فإذا كانت الكثافة ρ والحجم V وتسارع الجاذبية g عندها نحصل على:
{\displaystyle F_{vekt}=\rho \cdot g\cdot V}
حجم المكعب يساوي إلى جداء مساحة القاعدة العلوية أو السفلية في الارتفاع بالتعويض نحصل على العلاقة:
{\displaystyle F_{vekt}=\rho \cdot g\cdot A\cdot h}
محصلة هذه القوى تعطى:
{\displaystyle F_{total}=F_{topp}+F_{botn}+F_{vekt}=P_{topp}\cdot A-P_{botn}\cdot A+\rho \cdot g\cdot A\cdot h}
و بما أن المحصلة يجب أن تساوي الصفر وبالتقسيم على المساحة A :
{\displaystyle 0=P_{topp}-P_{botn}+\rho \cdot g\cdot h}
أو
{\displaystyle P_{topp}-P_{botn}=-\rho \cdot g\cdot h}
الطرف الايسر يمثل تغير الضغط و h هو أرتفاع الجزيء الحجمي. ويمكننا أن نعبر عن هذه المتغيرات اللا متناهية في الصغر بشكل تفاضلي لتصبح المعادلة
{\displaystyle dP=-\rho \cdot g\cdot dh}
و بما أن الكثافة تابعة للضغط (تتغير بتغير الضغط) وتسارع الجاذبية تابع للارتفاع عندها تصبح المعادلة:
{\displaystyle dP=-\rho (P)\cdot g(h)\cdot dh}

## التطبيقات

### السوائل
يتعلق التوازن الهيدروستاتيكي ب كل من الهيدروستاتيك ومبدأ توازن السوائل، وعمليا يوازن التوازن الهيدروستاتيكي وزن أي جسم في الماء. ونستطيع أن نحصل من خلاله على الوزن النوعي لهذا الجسم

### الفيزياء الفلكية
يعتبر التوازن الهيدروستاتيكي سببا لعدم انهيار النجوم أو انفجارها، ففي أي طبقة من أي نجم هناك توازن بين الضغط الحراري (للخارج) ووزن الجزيئات التي تضغط للداخل. فالنجم يشبه إلى حد ما البالون حيث تضغط الغاز في الداخل بإتجاه الخارج، بينما ضغط الهواء إضافة إلى قوة مرونة المواد تؤمن الضغط باتجاه الداخل. في حال النجم تؤمن قوة الجاذبية الداخلية الضغط باتجاه الداخل. يضغط حقل الجاذبية الايزونتروبي إلى أكثر شكل مضغوط ممكن وهو الكروي.
نلاحظ أن النجم يصبح كرويا في الحالات المثالية فقط عندما تتواجد فقط قوة الجاذبية الذاتية. ففي الحالات الحقيقية هناك قوى أخرى تلعب دورا مهما مما يغير النتيجة، وأبرزها قوة الطرد المركزي الناتجة عن دوران النجم. يصبح النجم الدوار كروي مفلطح بتأثير التوازن الهيدروستاتيكي عند السرعة الزاوية معينة؛ فوق تلك النقطة يصبح سطح ناقص، ومن الأمثلة الصارخة على ذلك هو نجم فيغا، تستغرق فترة الدوران 12.5 ساعة وواسمك بحوالي 20 ٪ خط الاستواء من عند القطبين بسبب ذلك.

### الجيولوجيا الكوكبية
مفهوم التوازن الهيدروستاتيكي كما أصبح مهما في تحديد ما إذا كان كائن الفلكية هو كوكب أو كوكب قزم أو نظام شمسي صغير. وفقا لتعريف الكوكب الذي اعتمده الإتحاد الفلكي الدولي في عام 2006، فإن الكواكب، والكواكب القزمة هي الكائنات التي لديها درجة كافية من الجاذبية للتغلب على الجسوء الخاص يفترض أنها في توازن هيدروستاتيكي. هذا يعني مفلطح الشكل. ومع ذلك، في حالات أقمار في مدار متزامن تحضع لقوى المد ينشأ شكل سطح ناقص

### الغلاف الجوي
يمكن أن يفسر التوازن الهيدروستاتيكي لماذا الغلاف الجوي للأرض لا ينهار إلى طبقة رقيقة جدا على أرض.يقل الضغط الجوي مع زيادة الارتفاع. هذه سبب قوة للأعلى، ودعيت قوة تدرج الضغط، التي تحاول اختلافات الضغط إلى فروق بسيطة. قوة الجاذبية، من ناحية أخرى، تحافظ على الغلاف الجوي متجها إلى الأرض. دون قوة تدرج الضغط، فإن الغلاف الجوي سينهار نحو الأرض، وبدون قوة الجاذبية، فإن قوة تدرج الضغط ستنشر الغلاف الجوي إلى الفضاء، وتترك الأرض دون أي غلاف جوي.